# Smyth Report

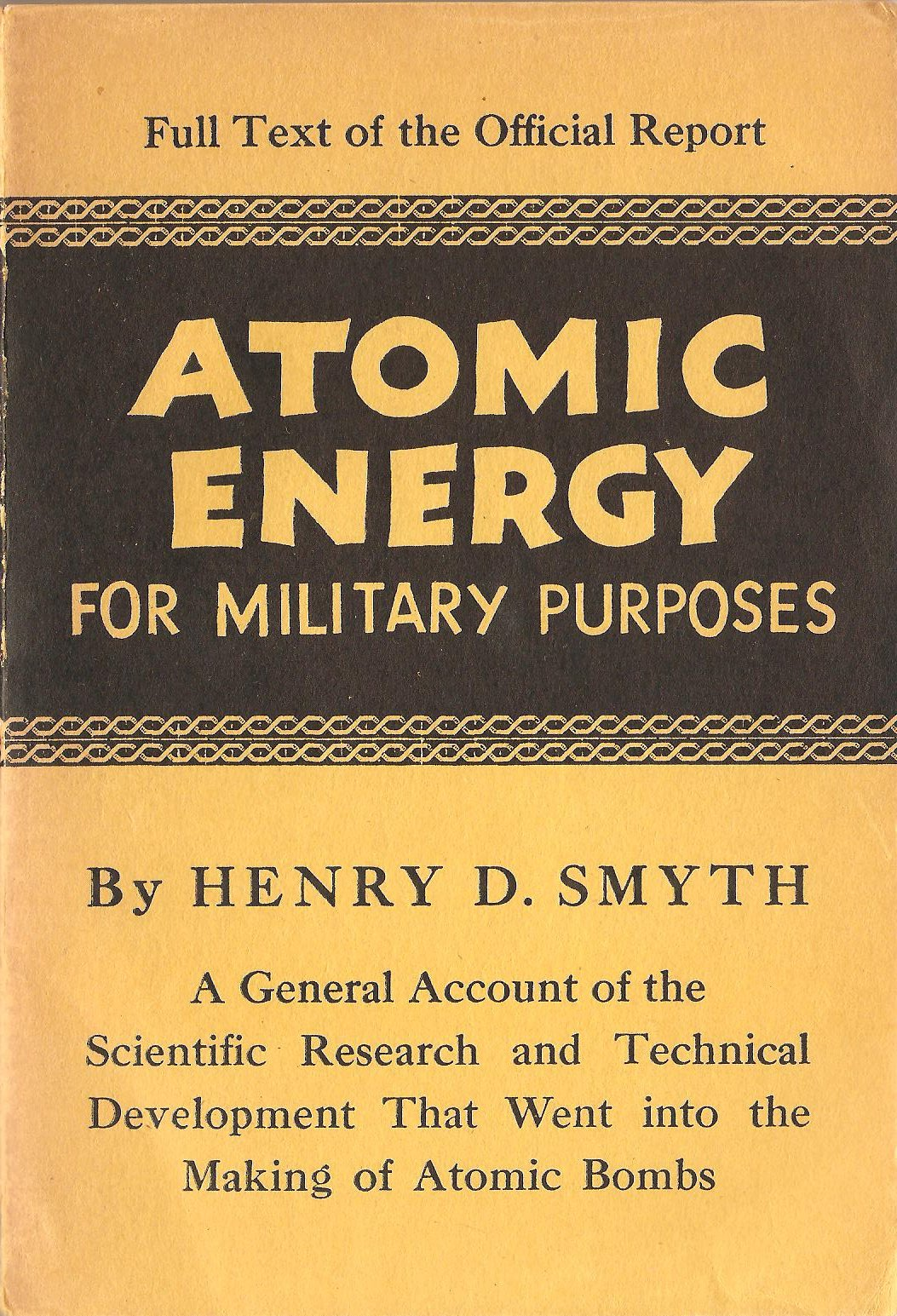
Englische Titelseite des Smyth Report 1946

Der Smyth Report behandelt unter dem Titel "Atomic Energy for Military Purposes", als offizieller Bericht der US-amerikanischen Regierung, das Manhattan-Projekt zum Bau einer Atombombe im Zweiten Weltkrieg.

## Inhalt
Der ab dem Frühjahr 1944 auf Anregung von Leslie R. Groves von Henry DeWolf Smyth angefertigte Bericht beschreibt die technischen Grundlagen der amerikanischen Kernwaffenforschung zum damaligen Zeitpunkt. Neben der Baugeschichte der ersten Prototypen-Atombomben (vgl. Little Boy, Fat Man) wird auch auf die Organisationsstruktur des Manhattan-Projektes, die Anlagen, die einzelnen Arbeitsfortschritte, die historische Entwicklung der Kerntechnik und deren physikalische Grundlagen eingegangen. Auf Weisung des amerikanischen Präsidenten Harry Truman wurde die Veröffentlichung des Smyth-Reports ab dem 11. August 1945 um 21 Uhr für die Verbreitung über Radio und ab dem 12. August 1945 für die Veröffentlichung in den Zeitungen freigegeben.

## Umfang und Rezeption
Der Bericht in Buchform (siehe Literatur) ist aufgeteilt in 13 Kapitel mit acht Anhängen und umfasst etwas mehr als 300 Seiten. Er wurde neben den Ausgaben der amerikanischen und der britischen Regierung bis 1948 allein von dem Verlag Princeton University Press in acht Auflagen herausgegeben.
Nach Buchbesprechungen in Zeitungen wie der New York Times, New Yorker, Nation oder The Republic war die erste Auflage von 60.000 Exemplaren des Verlages Princeton University Press innerhalb eines Tages ausverkauft, der Verlag hatte diese Ausgabe trotz kriegsbedingter Einschränkungen wie Papiermangel innerhalb von drei Wochen nach Erhalt des Manuskriptes im September 1945 in den Handel gebracht. Im Oktober 1945 wurde der Report in einer Sonderausgabe der Zeitschrift Reviews of Modern Physics erneut veröffentlicht. Die deutsche Übersetzung des Berichts erfolgte zeitnah in dem Jahr 1947 durch Friedrich Dessauer.
Der freizügige Bericht stand im krassen Gegensatz zur bis dato strikten Geheimhaltungspolitik der US-Behörden. Der für die Sicherheit zuständige Leslie Groves, J. Robert Oppenheimer, Ernest O. Lawrence und andere hatten den Smyth-Report vor seiner Veröffentlichung dahingehend überprüft, dass er keine sicherheitskritischen Informationen enthält, die eine Anleitung zum Bau einer Atombombe liefern würden.